# Красная (приток Днепра)
Красная (укр. Красна) — бывший правый приток Днепра, впадает в Каневское водохранилище. Длина реки — 48 км, площадь водосборного бассейна — 357 км².
Весной полноводна, а в летнюю межень превращается в мелкую, узкую речушку. В связи со строительством Каневской ГЭС и поднятием уровня воды в Каневском водохранилище естественный облик нижних участков реки нарушен. В отдельных местах на ней построены пруды. Вместе с реками Стугна и Бобрица впадает в Днепр около села Триполье.